# Stará obora
Stará obora se nachází na sever od Hluboké nad Vltavou a táhne se po levém břehu Vltavy až k Purkarci. V současné době je pro veřejnost nepřístupná. Ve Staré oboře je hradiště Baba. Dále je ve Staré oboře přírodní památka Kameník.

## Historie
Vznikla někdy před rokem 1480 a v roce 1535 za Ondřeje Ungnada ze Suneka se dočkala výrazných úprav. Současnou oboru založil rod Schwarzenbergů. Stará obora byla založena v roce 1711 po záměrném vyhlazení vesnice Zlatěšovice v centru obory; ze Zlatěšovic zůstal zachován jen malý rybník a volné prostranství. Označení „stará“ dostala pro odlišení od Nové obory na Hosínském vrchu v roce 1706. Kvůli stížnostem poddaných z okolních obcí na zvěř, která jim škodila, nechala vrchnost na podzim 1771 oboru oplotit. V této době také tisíc honců nahnal do obory zvěř. Postupně sem Schwarzenbergové nechali přivést i další druhy zvěře – v roce 1803 divoké ovce, 1845 bílé jeleny a v roce 1878 muflony. Ve 30. letech 20. století se pak Adolf Schwarzenberg pokusil v oboře vysadit antilopy, pštrosy, sviště a klokany.
V roce 1931 sem byla převezena dřevěná lovecká chata, která předtím stávala u Včelné na svahu Boubína. V současné době spravuje celý areál ministerstvo zemědělství a je veřejnosti nepřístupný.
V noci z 2. na 3. července 1944 byl ve Staré oboře vysazen paradesantní výsadek s krycím názvem Operace Glucinium. V místě seskoku paraskupiny Glucinium je pomník s nápisem „Na tomto místě byl nalezen 8.7.1944 padák, s nímž seskočil československý parašutista. Za poskytnutou pomoc jemu a dvěma dalším byli v letech 1944-1945 nacisty umučeni nadhajný Josef Rybák s chotí Terezií a lesní dělník Vojtěch Ambrož z Purkarce.“ 
V roce 1950 část obory připadla státním statkům, dnes je tam fotovoltaická elektrárna Stará Obora. Zbývající (větší část) Staré obory má rozlohu 1 556 hektarů.
Lokace Staré obory byla několikrát využity filmaři (například filmy Pyšná princezna, Nejkrásnější hádanka, Oldřich a Božena).